# Juan Arnau
Juan María Arnau Navarro (Valencia, 28 de abril de 1968) es un filósofo y ensayista español, especialista en filosofías y religiones orientales.

## Biografía
Tras pasar unos años embarcado como marinero y viajar por África, Juan Arnau estudió Astrofísica en la Universidad Complutense de Madrid, donde se licenció en 1994. Al año siguiente, viajó a la India con una beca de la Agencia Española de Cooperación Internacional (AECI) y fue, precisamente, en la Universidad de Benarés (Banaras Hindu University, BHU) donde se inició en el estudio de la filosofía y de la cultura indias junto al sanscritista catalán Òscar Pujol.
De la India marchó a México para realizar su Tesis Doctoral en el Centro de Estudios de Asia y África de El Colegio de México, estudiando sánscrito junto a Rashik Vihari Joshi. Al término de sus investigaciones, se estableció como profesor en el Departamento de Lenguas y Culturas de Asia de la Universidad de Míchigan, prosiguiendo su labor como investigador junto a Luis Ó. Gómez. Después de seis años, regresó a España en calidad de investigador en el Instituto de Historia de la Medicina y de la Ciencia López Piñero (CSIC-Universidad de Valencia) de Valencia y como profesor asociado en la Universidad de Barcelona. Ha sido profesor de filosofía en la Universidad Europea (Valencia), en la Universidad de Granada, y, desde julio de 2021, es Profesor Titular de la Facultad de Filosofía de la Universidad Complutense de Madrid, donde imparte clases de filosofía y pensamiento oriental.

## Obra
Su trayectoria tuvo inicio con trabajos sobre el filósofo budista Nāgārjuna. Concretamente con las traducciones del sánscrito al español (primeras en la historia de la lengua castellana) de dos de sus obras más importantes: Fundamentos de la vía media (Siruela, 2004; Alianza, 2018) y Abandono de la discusión (Siruela, 2006). Paralelamente, Juan Arnau publicó un minucioso y sugerente estudio de la filosofía de este monje, acompañado de un análisis de los temas clásicos del pensamiento y la hermenéutica budista, junto a la doctrina de la vacuidad (La palabra frente al vacío. Filosofía de Nagarjuna, Fondo de Cultura Económica, 2005). A partir de entonces, su interés por ahondar en el concepto del hombre en el budismo le llevó a escribir un ensayo que es ya una referencia: Antropología de Budismo (Kairós, 2007), en el que aborda los diferentes “juegos de lenguaje” mediante los que la tradición configura sus universos de significado. Se centra, además, en temas fundamentales como la naturaleza de la percepción, la memoria o del deseo, el problema del sufrimiento, la cuestión del lenguaje y la cultura mental y las diferentes estrategias meditativas para acrecentar las capacidades cognitivas.

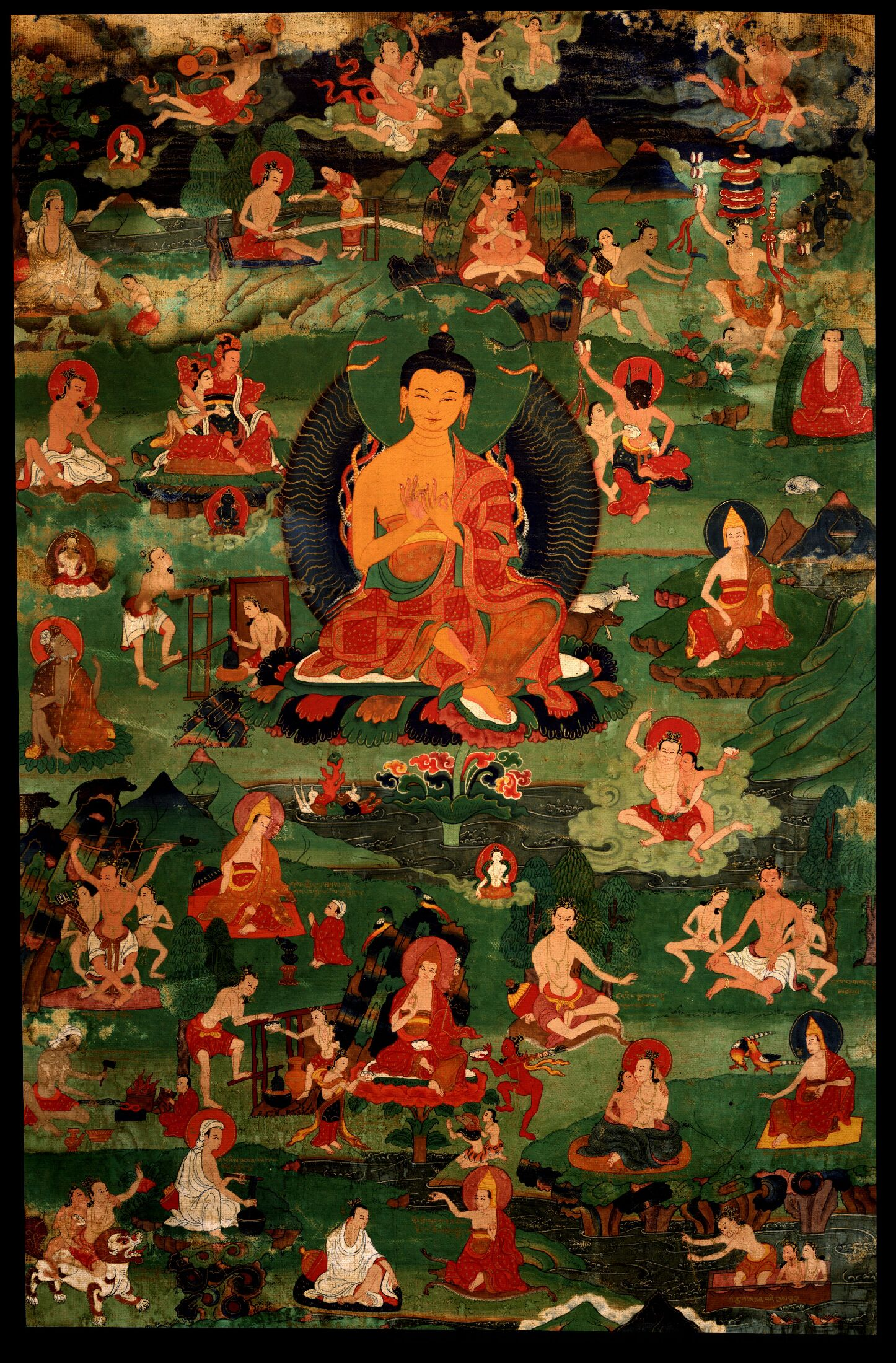
Nāgārjuna con treinta de los ochenta y cuatro mahashiddas.

Al año siguiente, publicó Rendir el sentido (Pre-Textos 2008, finalista del Premio Anagrama de Ensayo) en el que el autor se desplazó a un ámbito más teórico para abordar la cuestión de la trasmisión del conocimiento y del sentido entre las diferentes culturas, utilizando como herramientas de análisis la historia y filosofía de la ciencia, la hermenéutica y la teoría literaria, entreverando tres tradiciones (la cabalística, la francesa y la inglesa) y tres saberes: el científico, el teológico y el literario. Simultáneamente, en el 2008, el Fondo de Cultura Económica publicó su Arte de probar que viene a ser una continuidad de Rendir el sentido, pero centrándose en esta ocasión en el origen de la lógica como disciplina, y en la legitimación del conocimiento en India antigua mediante las prácticas públicas del debate y los protocolos de inferencia que dan paso a la ciencia de la lógica, prestando especial atención a los filósofos irónicos que fueron expertos en la desarticulación de los principios y estructuras de la lógica con el fin de mostrar la ilusión colectiva del pensamiento.
A esta trayectoria de búsqueda genuina, aportó Vasubandhu (Pre-Textos, 2011), la primera monografía rigurosa publicada en España sobre la principal figura del idealismo budista de la escuela Vijñanavada, cuyas concepciones de la psique tendrán una influencia duradera en Asia Oriental. En sus páginas, Arnau se adentra en la naturaleza de la conciencia y las potencias de la imaginación, así como en las relaciones entre la actividad verbal y la cognitiva, la concepción de la existencia como episodio mental. En ese mismo año, la editorial Alianza publica su magnífica Leyenda de Buda, cuidadosa y lírica, y, poco después, apareció El cristal Spinoza (Pre-Textos, 2012), libro de ficción filosófica acogido con gran éxito por parte de los lectores y de la crítica que le dedicó elogiosas páginas en los principales suplementos culturales de la prensa escrita. Le siguió El efecto Berkeley (Pre-Textos, 2012) cosechando el mismo éxito.
En 2014 escribió Manual de filosofía portátil (Atalanta, 2014; Galaxia Gutenberg, 2022), una historia de la filosofía de más de quinientas páginas con el que ganó el Premio de la Crítica Valenciana 2015, y que resultó finalista del Premio Nacional de Ensayo del mismo año. Le siguieron en la misma editorial La invención de la libertad (Atalanta, 2016), cuya obra resulta, en sí, una alianza entre culturas y, lo más importante, entre el hombre y el universo, y La fuga de Dios. Las ciencias y otras narraciones (Atalanta, 2017), una apuesta por recuperar la sintonía entre la visión científica y la espiritual, con la convicción de que el centro del universo se encuentra en cada ser vivo y de que esa es la geometría del mundo en que vivimos.
En 2017 publicó a su vez, como resultado de dos décadas de dedicación, Budismo esencial (Alianza, 2017), donde ofrece un panorama completo de las enseñanzas de Siddharta Gautama, episodio ya recreado por el autor en la Leyenda de Buda (Alianza, 2011).
En 2019 salió a la luz El sueño de Leibniz, con la que cierra su trilogía de ficción filosófica: El cristal Spinoza (2012) y El efecto Berkeley (2016). En dicha obra se incluyen fragmentos censurados por el propio Leibniz de sus cartas y confidencias de un hombre que solía hablar de todo salvo de sí mismo.
En 2016 se hizo cargo de una traducción directa del sánscrito de la Bhagavad-gītā (Atalanta, 2016; Alianza, 2020) y tres años después fue responsable con la colaboración de varios sancritistas de la primera traducción directa y completa en español de las trece principales upaniṣad a partir del original sánscrito, tomando en cuenta las diversas lecturas e interpretaciones de los comentaristas antiguos y modernos (Atalanta, 2019; Alianza, 2021). Ya en 2023, editó sendas traducciones póstumas del Sutra del diamante y del Sutra del corazón a cargo del budólogo, traductor y psicólogo clínico puertorriqueño Luis Ó. Gómez (Atalanta, 2023).
En febrero de 2020 publicó Historia de la imaginación. Del antiguo Egipto al sueño de la Ciencia, un recorrido por los grandes momentos de la historia de la imaginación, por las épocas en que ha sido más fértil y creativa.
En noviembre de 2021 vio la luz su obra La mente diáfana. Historia del pensamiento indio, en la que recorre más de dos mil años de historia del pensamiento del país hindú.
A finales de abril de 2022 publicó Rousseau o la hierba doncella, aproximación a la figura y a los tiempos del filósofo ginebrino, donde muestra que el conocimiento no necesariamente se transmite tan sólo a través del dato objetivo y del seco análisis, sino que hay una vía alternativa que se revela al mismo tiempo tan amena como fértil; y en noviembre del mismo año En la mente del mundo. La aventura del deseo y la percepción, ensayo cuya hipótesis de trabajo es la distinción entre mente y conciencia, la cual permite establecer una segunda hipótesis: los fundamentos de lo real no son los átomos o cualquier otro tipo de entelequia física o material, sino la percepción y el deseo. El amor es la fuerza de lo real y la vida una erótica de la percepción.
En noviembre de 2023 publicó Materia que respira luz. Ensayo de filosofía cuántica.
Ya en 2024, aparecieron Buda y La meditación soleada. Propuestas para una cultura mental. Y a inicios de 2025, Ortega contra el racionalismo.
En junio de 2025, gracias a los herederos y al mecenazgo de la Fundación Santander, pudo rescatar para el lector en español la obra olvidada de Vicente Fatone, La fábula mística. Textos esenciales, un volumen que recoge sus contribuciones más importantes a la filosofía y la indología.

### Ediciones críticas
Juan Arnau ha realizado las ediciones críticas, traducidas directamente del sánscrito, de los tratados filosóficos de Nāgārjuna, así como de la Bhagavad-gītā y las Upanishad:
- Fundamentos de la vía media (2004). Traducción directa del sánscrito. Colección El Árbol del Paraíso. Madrid: Ediciones Siruela. ISBN 9788478447626; Alianza Editorial, 2018. ISBN 978-84-9181-307-1
- Abandono de la discusión (2006).[21] Traducción directa del sánscrito. Colección El Árbol del Paraíso. Madrid: Ediciones Siruela. ISBN 9788478442478; nueva edición 2022. ISBN 978-84-19207-99-9[22]
- Bhagavadgītā (2016, 2024 4.ª edición). Ediciones Atalanta. ISBN 978-84-943770-9-9;[23] Alianza Editorial, 2020. ISBN 978-84-9181-830-4
- Upaniṣad. Correspondencias ocultas (2019, 2025 3.ª edición).[24][25][26][27][28][29] Ediciones Atalanta. ISBN 978-84-949054-9-0; Alianza Editorial, 2021. ISBN 978-84-1362-349-8
- Diálogo del diamante seguido del diálogo del corazón. Edición Juan Arnau, traducción Luis Ó. Gómez, cartoné, 152 páginas, colección Memoria mundi 159. Ediciones Atalanta. 2023. ISBN 978-84-126014-4-2.

Ha traducido también:
- Skolimowski, Henryk (2016). La mente participativa. Una nueva teoría del universo y del conocimiento. Prólogo Jordi Pigem. Ediciones Atalanta. ISBN 978-84-945231-6-8.

Ha recuperado la obra de Vicente Fatone:
- Fatone, Vicente (2025). La fábula mística. Textos esenciales. Edición, introducción y selección de textos de Juan Arnau, cartoné. Fundación Santander. ISBN  978-84-17264-56-7.

### Ficciones filosóficas
- El cristal Spinoza (2012).[30] Valencia: Pre-Textos. ISBN 9788415297871
- El efecto Berkeley (2015).[31] Valencia: Pre-Textos. ISBN 978-84-15894-93-3
- El sueño de Leibniz (2019).[32][33] Valencia: Pre-Textos. ISBN 978-84-17143-87-9

### Ensayos
- El Mulamadhyamakakarikah de Nagarjuna: la vacuidad como medio hábil (2002). Tesis doctoral. Colegio de México, Centro de Estudios de Asia y África.
- Actualidad del pensamiento de Nagarjuna (2005). Colegio de México, Centro de Estudios de Asia y África.
- La palabra frente al vacío. Filosofía de Nagarjuna (2005).[34] México D.F.: Fondo de Cultura Económica. ISBN 9789681675172
- Antropología del budismo (2007).[35] Barcelona: Editorial Kairós. ISBN 978-84-7245-645-7
- Arte de probar. Ironía y lógica en India antigua (2008).[36] Madrid: Fondo de Cultura Económica. ISBN 978-84-375-0621-0
- Rendir el sentido. Filosofía y traducción (2008).[37] Valencia: Pre-Textos. ISBN 978-84-8191-865-6
- Elogio del asombro. Conversaciones con Agustín Andreu (2010). Valencia: Pre-Textos. ISBN 978-84-92913-18-3
- Vasubandhu / Berkeley (2011). Junto a Carlos Mellizo. Valencia: Pre-Textos. ISBN 978-84-15297-00-0
- Leyenda de Buda (2011). Alianza Editorial. ISBN 9788420652795
- Cosmologías de India. Védica, samkhya y budista (2012).[38] Fondo de Cultura Económica. ISBN 978-6071-610003; Kairós, 2024. ISBN 9788411212342
- La medicina india. Según las fuentes del Ayurveda (2013). Editorial Kairós. ISBN 9788499883021
- Manual de filosofía portátil (2014, 2016 3.ª edición).[39] Ediciones Atalanta. ISBN 978-84-940941-9-4; Editorial Galaxia Gutenberg, 2022. ISBN 978-84-18807-87-9
- La invención de la libertad (2016).[40] Ediciones Atalanta. ISBN 978-84-943770-7-5
- Budismo esencial (2017). Alianza Editorial. ISBN 978-84-9104-564-9
- La fuga de Dios (2017).[41][42] Ediciones Atalanta. ISBN 978-84-947297-0-6; Editorial Galaxia Gutenberg, 2023. ISBN 978-84-19392-42-8
- Historia de la imaginación. Del antiguo Egipto al sueño de la Ciencia (2020).[43][44][45][46] Espasa. ISBN 978-84-670-5834-5
- La mente diáfana. Historia del pensamiento indio (2021).[47][48] Editorial Galaxia Gutenberg. ISBN 978-84-18807-20-6
- Rousseau o la hierba doncella (2022). Alianza Editorial. ISBN 978-84-1362-807-3
- En la mente del mundo. La aventura del deseo y la percepción (2022).[49] Editorial Galaxia Gutenberg. ISBN 978-84-19075-58-1
- Materia que respira luz. Ensayo de filosofía cuántica (2023). Editorial Galaxia Gutenberg. ISBN 978-84-19738-13-4
- Buda (2024). Editorial Galaxia Gutenberg. ISBN 978-84-19392-52-7
- La meditación soleada. Propuestas para una cultura mental (2024). Editorial Galaxia Gutenberg. ISBN 978-84-10107-82-3
- Ortega contra el racionalismo (2025). Espasa. ISBN 978-84-670-7558-8

## Premios
- XXXIV Premio de la Crítica Literaria Valenciana en el apartado de Ensayo por su obra Manual de filosofía portátil (Ediciones Atalanta, 2014).[50]